# İvrindi
İvrindi là một huyện thuộc tỉnh Balıkesir, Thổ Nhĩ Kỳ. Huyện có diện tích 761 km² và dân số thời điểm năm 2007 là 39542 người, mật độ 52 người/km².